# Bahnhof Mataró

Der Bahnhof Mataró ist ein Bahnhof in der katalanischen Stadt Mataró an der Costa Brava. Er wird von der spanischen Infrastrukturbehörde Adif verwaltet und ausschließlich von Zügen der Eisenbahngesellschaft RENFE bedient. Er wurde 1848 als Endpunkt der ersten spanischen Eisenbahnstrecke in Betrieb genommen.

## Geschichte
Mit der Eröffnung der Bahnstrecke Barcelona–Mataró begann am 28. Oktober 1848 das Zeitalter der Eisenbahn auf der iberischen Halbinsel. Zu diesem Zweck wurde 1847 auf Betreiben des örtlichen Industriellen Miquel Biada i Bunyol die Companyia dels Camins de Ferro de Barcelona a Mataró gegründet. Mit der Lancierung der Rodalies Barcelona wurde der Bahnhof Mataró Bestandteil der Linie R1 des Netzes.
Am 19. Februar 2012 kollidierte eine Doppeltraktion der RENFE-Baureihe 447 als R1 Molins del Rei–Mataró mit 50 Reisenden an Bord mit dem Prellbock auf Gleis 4. Dabei wurden 11 Personen verletzt, eine davon schwer.

## Verkehr

### Fernverkehr
Im Fernverkehr verkehrte bis April 2015 einmal wöchentlich der Nachtzug Estrella Costa Brava von Madrid Chamartín über Madrid Atocha, Tarragona, Barcelona-Sants, Mataró, Girona und Figueres nach Cerbère/Port-bou.

### Regionalverkehr
Rodalies Barcelona
Der Bahnhof wird von Zügen der Linie R1 der Rodalies Barcelona bedient, welche in den Relationen Molins del Fei–Mataró und L’Hospitalet de Llobregat–Calella/Blanes (–Maçanet–Massanes) verkehren. Zwischen Mataró und L’Hospitalet de Llobregat ergeben diese Zugläufe einen Zehnminutentakt.
Rodalies Girona
Seit dem 24. März 2014 verkehrt mit der Linie RG1 eine Regionalzugslinie zwischen L’Hospitalet de Llobregat/Barcelona-Sants und Figueres, welche Direktverbindungen zwischen der Costa Brava und der Costa del Maresme anbietet, um einerseits die Regionalexpresszüge Cerbère/Port-Bou–Granollers–Barcelona zu entlasten und andererseits einen Umstieg in Maçanet-Massanes überflüssig zu machen. Zudem bietet dieser Zug in Girona Anschluss an die AVE und TGV Richtung Frankreich. Um den Zuglauf von der Rodalies Barcelona abzugrenzen, wurde dafür die Marke der Rodalies Girona lanciert. Diese Züge verkehren im Zweistundentakt.

## Zukunft
Ab 2020 bis 2022 ist der Bau einer Linea Orbital der Rodalies Barcelona geplant, welche von Mataró über Granollers, Sabadell und Martorell nach Vilanova i la Geltrú führen soll und somit eine Reisealternative mit Umgehung der Stadt Barcelona schaffen würde. Dieses Projekt sieht den Bau von weiteren Bahnhöfen in der Stadt Mataró vor. Weil zeitgleich die Verlegung der heutigen strandnahen Strecke geprüft wird, scheint eine Auflassung des heutigen Bahnhofes möglich.